# Рычагова, Наталья Сергеевна
Ната́лья Серге́евна Рычаго́ва (3 мая 1945, Москва — 14 мая 2011, там же) — советская и российская киноактриса.

## Биография

### Детство
Родилась 3 мая 1945 года в Москве. Её отец Сергей Петрович Рычагов (1915—1970) был известным художником-пейзажистом. В 1955 году режиссёр Илья Фрэз искал юных актёров для своего будущего фильма «Васёк Трубачёв и его товарищи». Проводились просмотры в московских школах, в том числе и в той школе, где училась Наташа. Она очень приглянулась Фрэзу, и он взял её на роль Нюры Синицыной. Картина имела большой успех и в 1957 году последовало продолжение «Отряд Трубачёва сражается».
После первого же фильма Наташа проснулась знаменитой. В школе ей не давали прохода. На первом этаже был вывешен её большой портрет рядом с фотографиями отличников, хотя сама она отличницей не была. После этого мать Натальи отвела её в театральную студию Городского Дома пионеров, к педагогу Евгении Васильевне Галкиной. Здесь Наташа занималась до самого окончания школы. После школы она поступила во Всесоюзный государственный институт кинематографии.

### Кинокарьера
После окончания школы Наталья Рычагова начала вновь сниматься будучи на втором курсе ВГИКа. Первым её «взрослым» фильмом стала картина «Нет неизвестных солдат». Затем сразу после окончания института была небольшая работа в фильме Марка Осепьяна «Три дня Виктора Чернышёва», в котором Рычагова снималась беременной.
После 1968 года Рычагова начинает активно сниматься: молодая учительница в «Тренере» И. Анненского, Зоя в «Возвращении „Святого Луки“» А. Бобровского, Надя Воеводина в фильме «Переступи порог» Р. Викторова, Клава Иванова в телевизионном фильме «Про Клаву Иванову», Дуняша в «Смертном враге» Е. Матвеева. Самой запоминающейся работой Натальи Рычаговой стала роль Маши Белкиной в знаменитом фильме Владимира Рогового «Офицеры» (1971).
В 1975 году режиссёр Илья Фрэз вновь пригласил Наталью Рычагову, на этот раз в фильм «Это мы не проходили», в котором она сыграла студентку пединститута Лену. Фильм имел успех и получил один из призов на фестивале в Панаме. После этого роли становились всё меньше и фильмы были уже не такими запоминающимися. Со временем предложения сниматься и вовсе прекратились. В последний раз Рычагова появилась на экране в 1993 году в фильме «Завтрак с видом на Эльбрус»…
Наталья Рычагова много занималась дублированием иностранных фильмов.
Скончалась 14 мая 2011 года в Москве на 67-м году жизни. Тело обнаружил её 15-летний внук Сергей, с которым она жила после смерти дочери Маши (скончавшейся в 38 лет) и мужа — артиста Алексея Инжеватова (скончавшегося за 8 месяцев до этого). Похоронена на Кузьминском кладбище на 140-м участке, рядом с мужем, отцом и дочерью.

## Семья
- Отец — художник-пейзажист Сергей Петрович Рычагов (1915—1970).
- Муж — актёр Алексей Инжеватов (1946—2010). Они вместе учились во ВГИКе, откуда вместе ездили «на картошку». Поженились на третьем курсе института.
- Дочь — Мария Алексеевна (02.03.1968—05.01.2006), окончила ВГИК[8].

## Фильмография
1. 1955 — Васёк Трубачёв и его товарищи — Нюра Синицына
2. 1957 — Отряд Трубачёва сражается — Нюра Синицына
3. 1965 — Нет неизвестных солдат — Маша Савченко (прототип: Боровиченко, Мария Сергеевна)
4. 1967 — Три дня Виктора Чернышёва — Маришка
5. 1968 — Деревенский детектив — девушка в окне (эпизод, нет в титрах)
6. 1969 — Про Клаву Иванову — Клава Иванова
7. 1969 — Тренер — молодая учительница
8. 1969 — Франсуаза — Дани, (поёт Н.Пашинская)
9. 1970 — Возвращение «Святого Луки» — Зоя, невеста «Червонца»
10. 1970 — Море в огне — Нина Онилова, пулемётчица
11. 1970 — Переступи порог — Надя Воеводина
12. 1971 — Офицеры — Маша Белкина
13. 1971 — Смертный враг — Дуняша Птицына
14. 1972 — Золотое крыльцо — Таня
15. 1973 — Транзит на север — Катя
16. 1974 — Ответная мера — Маргарита
17. 1975 — Это мы не проходили — Елена Фёдоровна Якушева, учительница-практикантка по биологии
18. 1976 — Будёновка — Прасковья, мама Гришки
19. 1976 — Эти непослушные сыновья — Зина
20. 1976 — Колыбельная для мужчин — Оля, секретарь комсомольской организации в школе
21. 1976 — Сибирь — Маша
22. 1977 — Корень жизни — Настя
23. 1977 — Садись рядом, Мишка! — мама Миши
24. 1978 — Баламут — Зинаида Парамонова, жена Парамонова
25. 1978 — Следствие ведут ЗнаТоКи. «Букет» на приёме (дело N 12) — Варя Санатюк
26. 1979 — В одно прекрасное детство — мама Пети-внука
27. 1980 — У матросов нет вопросов — заведующая отделом «Зал для новобрачных» в универмаге
28. 1984 — Шутки в сторону — мать Димы
29. 1986 — Где ваш сын? — Наталья Сергеевна (нет в титрах)
30. 1993 — Завтрак с видом на Эльбрус — Наташа Уварова

### Киножурнал «Ералаш»
1. 1983 — Выпуск № 38 (сюжет «Индийские йоги - кто они?»)[9] — Наталья Сергеевна, учительница географии
2. 1985 — Выпуск № 52 (сюжет «Морской бой»)[10] — учительница географии
3. 1996 — Выпуск № 114 (сюжет «Бездельник»)[11] — тётя

## Озвучивание
1. 1968 — Безумие — роль Маре Гаршнек
2. 1968 — Когда я был маленьким — роль И. Каваляускайте
3. 1969 — Я помню тебя, учитель — роль С. Морщининой
4. 1972 — Айрик — роль Ш.Тухманян
5. 1973 — Белый клык (Zanna Bianca (Италия, Франция))
6. 1973 — Юнга Северного флота — Аня, роль Марины Самойловой
7. 1974 — В Баку дуют ветры
8. 1977 — Подарки по телефону — Гуна
9. 1977 — Поединок в тайге — Юля, роль Татьяны Васильевой (Ташковой)
10. 1978 — Камертон — Вера Михайлова, роль Алены Надточий
11. 1979 — Место встречи изменить нельзя — Варвара Синичкина, роль Натальи Даниловой (нет в титрах)
12. 1979 — Путешествие в другой город — дочь Кириллова, роль Елены Кондулайнен (нет в титрах)
13. 1980 — Абдулла (अब्दुल्ला (Индия)) — Фарида Джалал, дубляж
14. 1980 — Факт
15. 1980 — Я ещё вернусь — роль Ф.Кулиевой
16. 1981 — Всё наоборот — Люба, роль Альфии Хабибулиной
17. 1981 — Золотые туфельки — Ляся, роль Людмилы Кондратюк
18. 1981 — Приключения Тома Сойера и Гекльберри Финна — Мари, роль Карины Моритц
19. 1982 — 4:0 в пользу Танечки — Татьяна Ивановна Колосова, роль Наталии Флоренской
20. 1983 — Приключения Шерлока Холмса и доктора Ватсона: Сокровища Агры — Мэри Морстен, роль Екатерины Зинченко
21. 1984 — Когда сдают тормоза — Айя
22. 1986 — Приключения Шерлока Холмса и доктора Ватсона: Двадцатый век начинается — миссис Ватсон, роль Екатерины Зинченко
23. 1989 — Взлом (Der Bruch (ГДР))
24. 1990 — Славные парни (Goodfellas (США))
25. 1994 — Кодекс молчания 2: След чёрной рыбы (Россия, Узбекистан) — Римма Халилова (роль Елены Баркевич)